# Port lotniczy Aomori
Port lotniczy Aomori (jap. 青森空港, Aomori Kūkō) (IATA: AOJ, ICAO: RJSA) – międzynarodowy port lotniczy położony w Aomori, 11,2 km na południowy zachód od dworca kolejowego.

## Linie lotnicze i połączenia
Lotnisko obsługiwane jest przez 6 linii lotniczych, które oferują bezpośrednie połączenia do 7 portów lotniczych w 3 krajach regionu Azji Wschodniej:
| Linia lotnicza      | Kierunek                                          |
| ------------------- | ------------------------------------------------- |
| ANA Wings           | 1. Osaka-Itami 2. Sapporo-Chitose                 |
| EVA Air             | 1. Tajpej-Taiwan (wznowione 29 października 2024) |
| Fuji Dream Airlines | 1. Kobe 2. Nagoja                                 |
| J-Air               | 1. Osaka-Itami 2. Sapporo-Chitose                 |
| Japan Airlines      | 1. Tokio-Haneda                                   |
| Korean Air          | 1. Seul-Inczon                                    |